# باولو رافاييل دي أوليفيرا راموس
باولو رافاييل دي أوليفيرا راموس (بالبرتغالية: Paulo Ramos‏) (30 يوليو 1985 في البرازيل - 1 سبتمبر 2009 في البرازيل) هو لاعب كرة قدم برازيلي في مركز الوسط. لعب مع غريميو بورتو أليغرينزي ونادي جوفنتودي ونادي فيلا نوفا.

## وصلات خارجية
- باولو رافاييل دي أوليفيرا راموس على موقع قاعدة بيانات كرة القدم.إي يو (الإنجليزية)